# Мимар Хайретин (квартал)
„Мимар Хайретин“ (на турски: Mimar Hayrettin) е квартал на Истанбул, разположен в градска околия Фатих. Общата му площ е 0,11 км2. Според данни на Адресната система за регистриране на населението (ABPRS) към 2024 г. населението на „Мимар Хайретин“ е 482 жители.